# Sam Sessoms
Sam Sessoms (Filadelfia, 24 dicembre 1999) è un cestista statunitense.